# Bradmore (Nottinghamshire)
Bradmore – wieś w Anglii, w hrabstwie Nottinghamshire, w dystrykcie Rushcliffe. Leży 9 km na południe od miasta Nottingham i 167 km na północny zachód od Londynu. Miejscowość liczy ok. 320 mieszkańców.